# NGC 5365
NGC 5365 (również PGC 49673) – galaktyka soczewkowata (SB0), znajdująca się w gwiazdozbiorze Centaura. Odkrył ją John Herschel 15 marca 1836 roku.